# جندب رملي
جندب رملي أو جندب ذو القرن الطويل (الاسم العلمي Psinidia fenestralis)، نوع من جنادب الفرقة المجنحة وفصيلة الجرادية. يوجد في منطقة البحر الكاريبي وأمريكا الشمالية.